# Kentkaues Starija
Kentkaues Starija je bila princeza drevnog Egipta 5. dinastije, kći faraona Unasa i supruga jednog vezira. Bila je proročica božice Hator. Pokopana je u Sakari.

## Biografija

### Rođenje i rani život
Kentkaues je bila rođena kao kći faraona Unasa, zadnjeg vladara 5. dinastije. Njezina je majka bila Nebet ili Kenut. Bila je sestra krunskog princa Unas-anka, koji nikad nije postao faraon jer je umro prije oca. Bila je sestre princeze Iput koja je poslije postala kraljica, a preko nje je poslije postala teta faraona Pepija I. Merire. Provela je djetinjstvo na kraljevskom dvoru s bratom i sestrama.

### Brak i djeca
Kentkaues se udala za Senedžemiba Mehija, koji je postao vezir. Imali su troje djece, dva sina i kćer, koja je bila nazvana po njoj:
- Senedžemib
- Mehi
- Kentkaues.

## Vanjske poveznice
|  | Zajednički poslužitelj ima još gradiva o temi Kentkaues Starija |